# 第3次安倍内閣 (第1次改造)
第3次安倍第1次改造内閣（だいさんじ あべ だいいちじかいぞうないかく）は、衆議院議員・自由民主党総裁の安倍晋三が第97代内閣総理大臣に任命され、2015年（平成27年）10月7日から2016年（平成28年）8月3日まで続いた日本の内閣。
自由民主党と公明党による自公連立政権を形成する。

## 内閣の顔ぶれ・人事
第3次安倍内閣の閣僚19人のうち、9人が留任した。8人が初入閣である。平均年齢は60.1歳となり、第3次安倍内閣より2.3歳若くなった。最高齢は麻生太郎（副総理兼財務相）で75歳、最年少は丸川珠代（環境相）で44歳（いずれも発足時）。また、「希望出生率を1.8、介護離職ゼロ」にするという「野心的な目標」を実現する司令塔として加藤勝信（一億総活躍担当相）を起用した。
山東派からの入閣はなく、民間人の入閣もなかった。
所属政党・出身:
  自由民主党（細田派）   自由民主党（岸田派）   自由民主党（額賀派）   自由民主党（麻生派）   自由民主党（二階派）
  自由民主党（石原派）   自由民主党（谷垣G）   自由民主党（石破派）   自由民主党（山東派）   自由民主党（無派閥）   公明党   中央省庁・民間

### 国務大臣
2015年10月7日任命。
| 職名 | 氏名       | 氏名 | 出身等                                 | 特命事項等                                                               | 備考                   |
| --- | ---------- | ---- | -------------------------------------- | ------------------------------------------------------------------------ | ---------------------- |
| 内閣総理大臣                                                                                                  | 安倍晋三   |      | 衆議院 自由民主党 （細田派）           |                                                                          | 自由民主党総裁 留任    |
| 副総理 財務大臣 内閣府特命担当大臣 （金融）                                                                   | 麻生太郎   |      | 衆議院 自由民主党 （麻生派）           | デフレ脱却担当 内閣総理大臣臨時代理 就任順位第1位（副総理）              | 留任                   |
| 総務大臣 | 高市早苗   |      | 衆議院 自由民主党 （無派閥）           |                                                                          | 留任                   |
| 法務大臣 | 岩城光英   |      | （参議院→） 民間 自由民主党 （細田派） |                                                                          | 初入閣                 |
| 外務大臣 | 岸田文雄   |      | 衆議院 自由民主党 （岸田派）           | 内閣総理大臣臨時代理 就任順位第5位                                       | 留任                   |
| 文部科学大臣                                                                                                  | 馳浩       |      | 衆議院 自由民主党 （細田派）           | 教育再生担当 国立国会図書館 連絡調整委員会委員                           | 初入閣                 |
| 厚生労働大臣                                                                                                  | 塩崎恭久   |      | 衆議院 自由民主党 （無派閥）           |                                                                          | 留任                   |
| 農林水産大臣                                                                                                  | 森山裕     |      | 衆議院 自由民主党 （石原派）           |                                                                          | 初入閣                 |
| 経済産業大臣 内閣府特命担当大臣 （原子力損害賠償・ 廃炉等支援機構）                                           | 林幹雄     |      | 衆議院 自由民主党 （二階派）           | 産業競争力担当 原子力経済被害担当                                        | 再入閣                 |
| 国土交通大臣                                                                                                  | 石井啓一   |      | 衆議院 公明党                          | 水循環政策担当                                                           | 初入閣                 |
| 環境大臣 内閣府特命担当大臣 （原子力防災）                                                                    | 丸川珠代   |      | 参議院 自由民主党 （細田派）           |                                                                          | 初入閣                 |
| 防衛大臣 | 中谷元     |      | 衆議院 自由民主党 （谷垣グループ）     |                                                                          | 留任                   |
| 内閣官房長官                                                                                                  | 菅義偉     |      | 衆議院 自由民主党 （菅グループ）       | 沖縄基地負担軽減担当 内閣総理大臣臨時代理 就任順位第2位                  | 留任                   |
| 復興大臣 | 高木毅     |      | 衆議院 自由民主党 （細田派）           | 福島原発事故再生総括担当                                                 | 初入閣                 |
| 国家公安委員会委員長 内閣府特命担当大臣 （消費者及び食品安全） （規制改革） （防災）                          | 河野太郎   |      | 衆議院 自由民主党 （麻生派）           | 行政改革担当 国家公務員制度担当                                          | 初入閣                 |
| 内閣府特命担当大臣 （沖縄及び北方対策） （クールジャパン戦略） （知的財産戦略） （科学技術政策） （宇宙政策） | 島尻安伊子 |      | （参議院→） 民間 自由民主党 （額賀派） | 海洋政策・領土問題担当 情報通信技術（IT）政策担当                        | 初入閣                 |
| 内閣府特命担当大臣 （経済財政政策）                                                                           | 甘利明     |      | 衆議院 自由民主党 （無派閥）           | 経済再生担当 社会保障・税一体改革担当 内閣総理大臣臨時代理 就任順位第3位 | 留任 2016年1月28日免   |
| 内閣府特命担当大臣 （経済財政政策）                                                                           | 石原伸晃   |      | 衆議院 自由民主党 （石原派）           | 経済再生担当 社会保障・税一体改革担当 内閣総理大臣臨時代理 就任順位第4位 | 再入閣 2016年1月28日任 |
| 内閣府特命担当大臣 （少子化対策） （男女共同参画）                                                            | 加藤勝信   |      | 衆議院 自由民主党 （額賀派）           | 一億総活躍担当 女性活躍担当 再チャレンジ担当 拉致問題担当 国土強靱化担当 | 初入閣                 |
| 内閣府特命担当大臣 （地方創生）                                                                               | 石破茂     |      | 衆議院 自由民主党 （石破派）           | まち・ひと・しごと創生担当 内閣総理大臣臨時代理 就任順位第4位 →第3位     | 留任                   |
| 国務大臣 | 遠藤利明   |      | 衆議院 自由民主党 （谷垣グループ）     | 東京オリンピック・パラリンピック 競技大会担当                            | 留任                   |

### 内閣官房副長官・内閣法制局長官
2015年10月7日任命。
| 職名           | 氏名       | 出身等                       | 備考 |
| -------------- | ---------- | ---------------------------- | ---- |
| 内閣官房副長官 | 萩生田光一 | 衆議院／自由民主党（細田派） |      |
| 内閣官房副長官 | 世耕弘成   | 参議院／自由民主党（細田派） | 留任 |
| 内閣官房副長官 | 杉田和博   | 元内閣危機管理監（警察庁）   | 留任 |
| 内閣法制局長官 | 横畠裕介   | 元内閣法制次長（検察庁）     | 留任 |

### 副大臣
2015年10月9日任命。
| 職名           | 氏名         | 出身等                             | 備考                       |
| -------------- | ------------ | ---------------------------------- | -------------------------- |
| 復興副大臣     | 長島忠美     | 衆議院／自由民主党（二階派）       | 留任                       |
| 復興副大臣     | 若松謙維     | 参議院／公明党                     |                            |
| 復興副大臣     | 山本順三     | 参議院／自由民主党（細田派）       | 内閣府、国土交通副大臣兼任 |
| 内閣府副大臣   | 高鳥修一     | 衆議院／自由民主党（細田派）       |                            |
| 内閣府副大臣   | 松本文明     | 衆議院／自由民主党（細田派）       |                            |
| 内閣府副大臣   | 福岡資麿     | 参議院／自由民主党（額賀派）       |                            |
| 内閣府副大臣   | 松下新平     | 参議院／自由民主党（谷垣グループ） | 総務副大臣兼任             |
| 内閣府副大臣   | 盛山正仁     | 衆議院／自由民主党（岸田派）       | 法務副大臣兼任             |
| 内閣府副大臣   | 冨岡勉       | 衆議院／自由民主党（石原派）       | 文部科学副大臣兼任         |
| 内閣府副大臣   | 高木陽介     | 衆議院／公明党                     | 留任 経済産業副大臣兼任    |
| 内閣府副大臣   | 山本順三     | 参議院／自由民主党（細田派）       | 復興、国土交通副大臣兼任   |
| 内閣府副大臣   | 井上信治     | 衆議院／自由民主党（麻生派）       | 環境副大臣兼任             |
| 内閣府副大臣   | 若宮健嗣     | 衆議院／自由民主党（額賀派）       | 防衛副大臣兼任             |
| 総務副大臣     | 土屋正忠     | 衆議院／自由民主党（無派閥）       |                            |
| 総務副大臣     | 松下新平     | 参議院／自由民主党（谷垣グループ） | 内閣府副大臣兼任           |
| 法務副大臣     | 盛山正仁     | 衆議院／自由民主党（岸田派）       | 内閣府副大臣兼任           |
| 外務副大臣     | 木原誠二     | 衆議院／自由民主党（岸田派）       |                            |
| 外務副大臣     | 武藤容治     | 衆議院／自由民主党（麻生派）       |                            |
| 財務副大臣     | 坂井学       | 衆議院／自由民主党（無派閥）       |                            |
| 財務副大臣     | 岡田直樹     | 参議院／自由民主党（細田派）       |                            |
| 文部科学副大臣 | 義家弘介     | 衆議院／自由民主党（細田派）       |                            |
| 文部科学副大臣 | 冨岡勉       | 衆議院／自由民主党（石原派）       | 内閣府副大臣兼任           |
| 厚生労働副大臣 | 竹内譲       | 衆議院／公明党                     |                            |
| 厚生労働副大臣 | 渡嘉敷奈緒美 | 衆議院／自由民主党（額賀派）       |                            |
| 農林水産副大臣 | 伊東良孝     | 衆議院／自由民主党（二階派）       |                            |
| 農林水産副大臣 | 齋藤健       | 衆議院／自由民主党（石破派）       |                            |
| 経済産業副大臣 | 鈴木淳司     | 衆議院／自由民主党（細田派）       |                            |
| 経済産業副大臣 | 高木陽介     | 衆議院／公明党                     | 留任 内閣府副大臣兼任      |
| 国土交通副大臣 | 土井亨       | 衆議院／自由民主党（細田派）       |                            |
| 国土交通副大臣 | 山本順三     | 参議院／自由民主党（細田派）       | 復興、内閣府副大臣兼任     |
| 環境副大臣     | 平口洋       | 衆議院／自由民主党（額賀派）       |                            |
| 環境副大臣     | 井上信治     | 衆議院／自由民主党（麻生派）       | 内閣府副大臣兼任           |
| 防衛副大臣     | 若宮健嗣     | 衆議院／自由民主党（額賀派）       | 内閣府副大臣兼任           |

### 大臣政務官
2015年（平成27年）10月9日任命。
| 職名               | 氏名       | 出身等                       | 備考                           |
| ------------------ | ---------- | ---------------------------- | ------------------------------ |
| 復興大臣政務官     | 高木宏壽   | 衆議院／自由民主党（二階派） | 内閣府大臣政務官兼任           |
| 復興大臣政務官     | 豊田真由子 | 衆議院／自由民主党（細田派） | 内閣府、文部科学大臣政務官兼任 |
| 復興大臣政務官     | 星野剛士   | 衆議院／自由民主党（無派閥） | 内閣府、経済産業大臣政務官兼任 |
| 内閣府大臣政務官   | 牧島かれん | 衆議院／自由民主党（麻生派） |                                |
| 内閣府大臣政務官   | 酒井庸行   | 参議院／自由民主党（細田派） |                                |
| 内閣府大臣政務官   | 高木宏壽   | 衆議院／自由民主党（二階派） | 復興大臣政務官兼任             |
| 内閣府大臣政務官   | 古賀篤     | 衆議院／自由民主党（岸田派） | 総務大臣政務官兼任             |
| 内閣府大臣政務官   | 田所嘉徳   | 衆議院／自由民主党（石破派） | 法務大臣政務官兼任             |
| 内閣府大臣政務官   | 豊田真由子 | 衆議院／自由民主党（細田派） | 復興、文部科学大臣政務官兼任   |
| 内閣府大臣政務官   | 星野剛士   | 衆議院／自由民主党（無派閥） | 復興、経済産業大臣政務官兼任   |
| 内閣府大臣政務官   | 津島淳     | 衆議院／自由民主党（無派閥） | 国土交通大臣政務官兼任         |
| 内閣府大臣政務官   | 白石徹     | 衆議院／自由民主党（麻生派） | 環境大臣政務官兼任             |
| 内閣府大臣政務官   | 藤丸敏     | 衆議院／自由民主党（岸田派） | 防衛大臣政務官兼任             |
| 総務大臣政務官     | 輿水恵一   | 衆議院／公明党               |                                |
| 総務大臣政務官     | 森屋宏     | 参議院／自由民主党（岸田派） |                                |
| 総務大臣政務官     | 古賀篤     | 衆議院／自由民主党（岸田派） | 内閣府大臣政務官兼任           |
| 法務大臣政務官     | 田所嘉徳   | 衆議院／自由民主党（石破派） | 内閣府大臣政務官兼任           |
| 外務大臣政務官     | 黄川田仁志 | 衆議院／自由民主党（無派閥） |                                |
| 外務大臣政務官     | 濱地雅一   | 衆議院／公明党               |                                |
| 外務大臣政務官     | 山田美樹   | 衆議院／自由民主党（細田派） |                                |
| 財務大臣政務官     | 大岡敏孝   | 衆議院／自由民主党（無派閥） |                                |
| 財務大臣政務官     | 中西祐介   | 参議院／自由民主党（麻生派） |                                |
| 文部科学大臣政務官 | 堂故茂     | 参議院／自由民主党（額賀派） |                                |
| 文部科学大臣政務官 | 豊田真由子 | 衆議院／自由民主党（細田派） | 復興、内閣府大臣政務官兼任     |
| 厚生労働大臣政務官 | 三ッ林裕巳 | 衆議院／自由民主党（細田派） |                                |
| 厚生労働大臣政務官 | 太田房江   | 参議院／自由民主党（細田派） |                                |
| 農林水産大臣政務官 | 加藤寛治   | 衆議院／自由民主党（細田派） |                                |
| 農林水産大臣政務官 | 佐藤英道   | 衆議院／公明党               | 留任                           |
| 経済産業大臣政務官 | 北村経夫   | 参議院／自由民主党（細田派） |                                |
| 経済産業大臣政務官 | 星野剛士   | 衆議院／自由民主党（無派閥） | 復興、内閣府大臣政務官兼任     |
| 国土交通大臣政務官 | 宮内秀樹   | 衆議院／自由民主党（二階派） |                                |
| 国土交通大臣政務官 | 江島潔     | 参議院／自由民主党（細田派） |                                |
| 国土交通大臣政務官 | 津島淳     | 衆議院／自由民主党（無派閥） | 内閣府大臣政務官兼任           |
| 環境大臣政務官     | 鬼木誠     | 衆議院／自由民主党（石原派） |                                |
| 環境大臣政務官     | 白石徹     | 衆議院／自由民主党（麻生派） | 内閣府大臣政務官兼任           |
| 防衛大臣政務官     | 熊田裕通   | 衆議院／自由民主党（無派閥） |                                |
| 防衛大臣政務官     | 藤丸敏     | 衆議院／自由民主党（岸田派） | 内閣府大臣政務官兼任           |

### 内閣総理大臣補佐官
| 職名 | 氏名       | 出身等                       | 備考             |
| --- | ---------- | ---------------------------- | ---------------- |
| 内閣総理大臣補佐官 （ふるさとづくり推進及び文化外交担当）                                                | 河井克行   | 衆議院／自由民主党（無派閥） |                  |
| 内閣総理大臣補佐官 （国家安全保障に関する重要政策及び選挙制度担当）                                      | 柴山昌彦   | 衆議院 自由民主党（細田派）  |                  |
| 内閣総理大臣補佐官 （教育再生、少子化、その他国政の重要課題担当）                                        | 衛藤晟一   | 参議院 自由民主党（二階派）  | 留任             |
| 内閣総理大臣補佐官 （政策企画担当）                                                                      | 長谷川榮一 | 民間（経済産業省）           | 内閣広報官／留任 |
| 内閣総理大臣補佐官 （国土強靭化及び復興等の社会資本整備、 地方創生並びに健康・医療に関する成長戦略担当） | 和泉洋人   | 民間（国土交通省）           | 留任             |

1. 「ふるさとづくり推進担当」は「ふるさとづくり推進及び文化外交担当」、「国政の重要課題担当」は「教育再生、少子化、その他国政の重要課題担当」に変更[14][15]。

## 勢力早見表
※ 内閣発足当初（前内閣の事務引継は除く）。
※ 内閣官房副長官（政務）は副大臣に含む。
※ 太字はいわゆる自民党五役。
※ 谷垣グループの所属議員は、他派閥と掛け持ちしている議員を含め衆参30名。
※ 慣例により形式的に派閥から離脱中の総理大臣、衆参議長、党幹部は派閥所属議員に含む。
| 名称   | 勢力 | 国務大臣 | 副大臣 | 政務官 | 補佐官 | その他                                                                                             |
| ------ | ---- | -------- | ------ | ------ | ------ | -------------------------------------------------------------------------------------------------- |
| 細田派 | 96   | 5        | 9      | 8      | 1      | 参議院議長、総裁、政務調査会長、幹事長代行、参議院幹事長 国務大臣のべ6、副大臣のべ11、政務官のべ10 |
| 無派閥 | 85   | 4        | 2      | 5      | 1      | 政務官のべ8                                                                                        |
| 公明党 | 55   | 1        | 3      | 3      | 0      | 副大臣のべ4                                                                                        |
| 額賀派 | 52   | 2        | 4      | 1      | 0      | 選挙対策委員長 国務大臣のべ7、副大臣のべ5                                                          |
| 岸田派 | 42   | 1        | 2      | 3      | 0      | 参議院議員会長 副大臣のべ3、政務官のべ5                                                            |
| 麻生派 | 36   | 2        | 2      | 3      | 0      | 国務大臣のべ6、副大臣のべ3、政務官のべ4                                                            |
| 二階派 | 35   | 1        | 2      | 2      | 0      | 総務会長 国務大臣のべ2、政務官のべ3                                                                |
| 石破派 | 20   | 1        | 1      | 1      | 0      | 政務官のべ2                                                                                        |
| 谷垣G  | 23   | 2        | 1      | 0      | 0      | 幹事長、国会対策委員長 副大臣のべ2                                                                 |
| 石原派 | 14   | 1        | 1      | 1      | 0      | 副大臣のべ2                                                                                        |
| 山東派 | 11   | 0        | 0      | 0      | 0      | 衆議院議長、副総裁                                                                                 |
| 民間   | -    | 0        | 0      | 0      | 2      | |
| -      | 465  | 20       | 27     | 27     | 5      | 国務大臣のべ31、副大臣・副長官のべ35、政務官のべ37                                                 |

## 内閣の動き

### 発足時

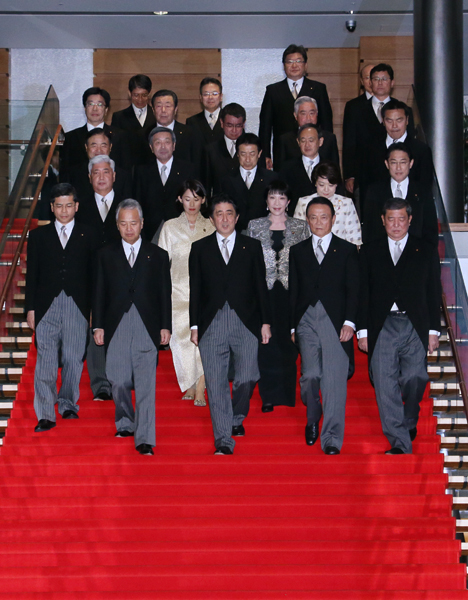
2015年10月7日、総理大臣官邸での記念撮影のため階段に移動する閣僚ら

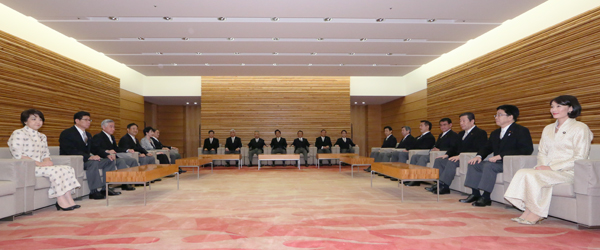
2015年10月7日、内閣発足後初となる閣僚懇談会にて

2015年（平成27年）10月7日、第三次安倍改造内閣発足後の初閣議において「一億総活躍という旗を高く掲げ、内閣が一丸となって、長年の懸案であった少子高齢化といった構造的課題に真正面から立ち向かい、新たな国づくりを力強くスタートさせるべき時が来た」として、東日本大震災からの復興の加速化、国内総生産600兆円、希望出生率1.8、介護離職ゼロの実現、日米同盟強化による安全保障体制の推進に取り組むなどとする基本方針を決定した。

### 内政

#### 農業政策
2015年10月15日、全国農業協同組合中央会（JA全中）全国大会で、首相は環太平洋経済連携協定（TPP）について「コメなどの重要品目について関税撤廃の例外を確保した。私が先頭に立ち、今後、政府全体で責任を持って万全の対策をとりまとめ、実行していく」と理解を求めた。

##### TPP資料問題
2016年4月7日、民進党衆議院議員の玉木雄一郎が、政府が開示したTPPの交渉過程に関する45枚の資料が全て黒塗りばかりだったとし、「まっくろくろすけですよ。パネルにすると分かるんですが、まさに、のり弁当みたいになってますね」と政府を追及した。なお、民進党は民主党政権時代の2012年3月31日に全国紙5紙に全面広告を出し、TPP交渉では各国の提案や交渉文書が4年間極秘扱いであることについて、当時の首相である野田佳彦が「当然」と答弁していた。経済財政担当大臣の石原は玉木の質問に対して「交渉過程は原則的に非公開が外交交渉の原則であることもご理解いただきたい」と答弁した。
一方で民進党は、衆院TPP特別委員会委員長の西川公也がTPP交渉の内幕本を出版することが守秘義務違反にあたるとの追及も行った。8日のTPP特別委員会で、民進党衆院議員の緒方林太郎が行った「（西川が）交渉内容を詳しく知っているとしか思えない」などの指摘に対して、TPP担当相の石原が「印刷物の束が何であるか認識していないのでコメントは差し控える」と答弁し、審議が中断した。民進党側は、入手した西川本のゲラで審議を続ける方針で、TPP担当相の石原は派閥の会合で「もし西川氏が書いているとしたら、ゲラは西川氏と出版社にしかない。著者の許可なく一般に流布することは、著作権法にも抵触する」と語った。

#### 東京五輪に関するトラブル

##### 東京都知事に関する迷走
東京都知事の舛添要一はかつて、リオ五輪閉会式におけるセレモニーについて「渋谷のスクランブル交差点で映せないかな。私がちゃんと旗を受け取ったぞ、というのを見てもらいたい」などと語っていた。しかし、2016年4月27日の週刊文春での報道以降、高額の海外出張や公用車での別荘通い、政治資金の家族旅行への流用、政治資金を使っての多額の美術品の購入などの公私混同問題に批判が集中。五輪組織委員会関係者からは「知事の会見のたびに、後ろには大会エンブレムが映っているんですよ」と困惑の声が広がった。
6月13日には東京都議会の総務委員会で一問一答形式の集中審議が行われたが、舛添はホテルでの面談の相手や家族同伴でのプロ野球巨人戦観戦の招待者について「政治家の信義として明かせない」と回答を拒否するなど疑惑の解明は進展しなかった。また、舛添が「不信任の可決をしたら、（自分が）辞任するか、議会解散の二者択一しかない。（8-9月の）リオデジャネイロ五輪・パラリンピックをやっているときに選挙をやる姿を世界に見せるわけにはいかない」などとリオ五輪への出席に執着した事が逆効果となり、全会派一致で不信任案提出という異例の事態に発展。15日、舛添は辞職願を提出した。約30年前に学者からマスコミの世界へと舛添を誘った田原総一朗は、「責任の一端を感じている」とし「『政治とカネ』にまつわる辞職が2人続いた。もうこんなことがないよう、メリハリの利いた人になってほしい」と主張。また辞表提出の日にピート・ローズの通算安打記録を日米通算で上回り、舛添の東京五輪野球チームの監督構想にも名前が挙がっていたイチローは、「（記録達成に号外も出ているとの問いに）そうなんですか。別の号外（東京都知事関連）の話は聞きましたがね。」と語った。

###### 東京都知事選挙
上記のような経緯から、後任を選ぶ都知事選が知名度頼みのポピュリズム選挙になることへの懸念の声が以前よりあったが、与野党の候補者選びは迷走した。与党側は櫻井翔の父として知られる桜井俊に出馬を求めたが、桜井は「私の知名度ではない」と拒否。また野党側も、俳優の石田純一が7月9日の会見で「結論から申しますと、野党統一候補ならば、ぜひ出させていただきたいということです」との発言を行って注目を集めたが、妻の東尾理子などへの根回しがなく出馬を断念。民進党都連側は、7月11日に革新派官僚として知られる古賀茂明に出馬要請し古賀も前向きに検討するとしたが、翌日になって民進党執行部がジャーナリストとして知られる鳥越俊太郎に方向転換し、鳥越の擁立方針を決めた。与党側は、自民党都連との対決姿勢を強める小池百合子が自民党の推薦を受けず立候補することになり、自民党の推薦する元岩手県知事の増田寛也との保守分裂選挙となった。
選挙戦は14日に始まった。与党陣営では、自民党都連が同党所属の国会議員・地方議員およびその親族に対して除名をちらつかせる文書を配布するなどの締め付け行為をしていたことが判明し、都連会長の石原伸晃がラジオ番組で釈明。野党陣営に対しては、鳥越の姿勢について知事経験者から批判があがり、神奈川県知事の黒岩祐治は地方自治を国会と連動させる手法を批判。元宮崎県知事の東国原英夫は、鳥越が以前テレビ番組で「貴方は、宮崎で終わった」と暴言を吐いたことを「言われた人間は忘れない」とした。小池に対しては、都議会解散のような手法が劇場型であるとの批判があがっており、有力三候補がキャラクターを強調する「イメージ戦略」に依存する展開となった。
鳥越は告示後初の週末を迎えても他の候補に比べて本人が街頭に立つことが少なく、鈴木宗男はこの省エネ選挙について「知名度頼みの選挙と受け止める」と語った。また、政策集を公表せず選挙戦に入るなど異例の準備不足で、7月17日の新報道2001では、猪瀬直樹がテレビ討論にも鳥越が出てこなかったことに言及した。一方、小池陣営では、自民党都連が「親族締め付け」文書を送付したことへの反発から、都民以外の支援者が全国から集まり始める事態となったが、これについてプチ鹿島は、石原家が慎太郎の都知事選立候補によって都連に入れなかった経験があったとしても、それはブランドがあるからであって一般党員に求めるのはボンクラ息子だと批判した。
7月21日の週刊文春で、鳥越のスキャンダルが報じられた。十数年前、ジャーナリストとして有名であった鳥越を信用する形で女子学生が鳥越の別荘に行ったところ強制わいせつに当たる行為を強要されたため、女子学生の彼氏も含めて三者面談を行ったという記事で、鳥越は「心から悔しい、怒りでいっぱいであります。」などと語り、21日に刑事告訴に踏み切った。弁護団側は告訴によって事実無根が明確になったとし「この件につきましては、会見等を開くつもりは無い」と主張した。マスコミ界隈では、鳥越がすぐに「訴訟」を匂わすことで有名だったという。
選挙が終盤に差し掛かると、小池・増田が支持を伸ばす一方で、鳥越は勢いを失った。上記文春報道がプラスにならない事に加え、『東京都をこうしたい』という具体的なものが見えない、「覇気がない」「年齢を感じさせる」といった声があり、不安定な言動には当初より批判があった。「私の最大の長所は、聞く耳を持っていること」と主張する一方で、討論会をキャンセル。演説時間が短い、介護離職の意味を知らないなどの失点も重なっていた。
ラストウィークには、各陣営で注目を集める発言が相次いだ。鳥越は「当初、都政の知識が十分ではなかったが51年報道の現場でやってきた。3日あれば大丈夫。」と発言。増田陣営では、石原慎太郎が小池のことを「厚化粧で大年増の女に任せるわけにはいかない」などと中傷し、小池が「日本の議会は、オッサンばかりだ。オッサンの論理で、これからも突き進むのか。オッサンの論理でずっとやっていけば、必ず他の国にも追い越される」などと応じた。7月28日発売の週刊文春では自民党都連幹事長の口利き疑惑などが報じられた。
31日、小池が投開票の結果290万票余りを獲得して当選した。8月22日のリオ五輪閉会式のハンドオーバーセレモニーにも出席する。

###### 都知事選挙の論調・エピソード
- 五大紙は社説で、都知事選が知名度頼みや人気投票につながっている現状を批判した[75][76][77][78][79]。
- 増田の候補者プロフィールに、7月7日まで東京電力の役員[80]であったことが記載されていないとの指摘があがった[81]。
- 猪瀬直樹は、自民党都連幹事長のいじめで都議が自殺したと主張し遺書を公開したが[82]、都連幹事長は否定した[83]。
- 八幡和郎は、知事公選が始まって以降で、鳥越が千葉県の加納久朗や岐阜県の武藤嘉門以来約半世紀ぶりとなる高齢新人候補であり、厳しい主張をせずいい加減だから統一候補として好都合だったと分析した[84]。共産党委員長の志位和夫も「都知事選で勝利すれば次への計り知れないステップになる」と衆院選を視野に入れた擁立であることを認めている[85][86]。
- 東国原英夫と中田敦彦の異なる番組における小池に対する評価が「自分のために出馬した」で一致した[87]。
- ネットでは、「舛添都知事がマシだったと思えるラインナップだな」といった声があがり、橋下徹は候補者について「コメンテーター気分で語るだけではダメ」だと評した[88]。

ガンサバイバー騒動
7月19日放送のバイキングで鳥越が小池に激しく詰め寄る場面があった。小池が街頭演説の中で鳥越を病み上がりと表現したかどうか鳥越が質問。小池は記憶にないと応じたが、鳥越は用意していたテレビ番組のニューステロップが写った紙を出し、そこには「選挙に勝てるからと言って政策のない人、病み上がりの人をただ連れてくれば良いというものではないんです」 との発言が書かれていた。小池は「それは失礼しました」と返答したが、鳥越は「ガンサバイバーは東京都に何十万もいる。その家族もいる。そういう人たちに、1回ガンになったら何も出来ないんだと決めつけるのは」と声を荒らげ、小池は「いや、そこまでは言ってないですよ。それを決めつけているのは鳥越さんでしょ。これが選挙なんですよ、坂上さん。」と司会の坂上忍に振り、坂上を困惑させた。なお、猪瀬直樹、舛添要一と短期間で都知事が辞職を繰り返し、一回の選挙で50億の費用がかかることから、高齢であり4回のがん治療経験のある鳥越の都政停滞リスクが選挙の争点の一つとなっていた。

##### 協賛金支払い騒動
2016年1月15日、日本が夏季五輪招致に絡みIAAFやIAAFダイヤモンドリーグに対して協賛金400万ドル（約4億7200万円）から500万ドル（約5億9000万円)を支払っていたとWADAの独立委員会が指摘した（2013年当時の日本陸連の会長は河野洋平）。これについてはガーディアンやBTスポーツなどが「2020年五輪は（カネを払った）東京への報償だった」などの報道を行なっている。東京都知事の舛添要一は都の関与について会見で「確認したところオリンピック・パラリンピック招致に関し、（少なくとも）都がそのような支出をした事実はない」と否定した。また、日本陸連側もIAAFへの協賛金について「そういう情報は全く知らなかった」と否定した。3月2日、フランスの司法当局は2016年と2020年の五輪招致活動について捜査を行っている事を明らかにした。仏検察当局者は「今は事実関係を確認する段階にある。何も証明されていない」と述べた。

###### BT社による贈賄疑惑と電通の関与
5月12日、フランス検察当局が、開催都市決定前後の13年7月と10月に、日本の銀行から「東京五輪招致」の名目で、当時国際オリンピック委員会委員だった人物の息子に関係するシンガポールの「ブラック・タイディングズ（BT）」社の銀行口座に約2億2200万円が支払われていたと発表し、本格的な捜査に入った。この問題には、日本マスコミで報道がタブー視されている電通の関与が指摘されており、民進党は玉木雄一郎をトップとする調査チームを立ち上げた。13日、日本オリンピック委員会会長兼東京2020オリンピック・パラリンピック招致委員会理事長の竹田恒和は、招致計画作成や招致演説の指導、ロビー活動などの業務委託やコンサルタント料であるとし支払いを認めた。
「ブラック・タイディングズ（BT）」社の代表はスイスのAMS社が雇っており、AMSは「スポーツマーケティングで世界のリーディング企業のひとつである巨大広告企業の電通と長期にわたるパートナーシップを結んでいる」とHPに記載している。国際陸連会長の息子は2013年9月にパリで高級時計を2000万円ほど購入しIOCの複数メンバーに配っており、日本側の資金が流れていたとみられている。FACTAは、2016年2月の段階で電通の元専務の関与を主張しており、IAAFのスポンサーの大半はキヤノン、セイコー、TDKと日本企業ばかりで放送権の最大権料もTBSがもっており、電通と会長の息子が深い関係にあったことを指摘している。この元専務は、日刊スポーツの取材に対して「（BT社との契約は）竹田さんから相談を受けたこともないし、そもそもタン氏すら知らない」と否定した。
5月17日、民進党幹事長の枝野幸男は「電通が知らぬ、存ぜぬと常識から外れたことを言っている」と語り、国会への招致の可能性に言及。また、民進党の調査チームでの会合で、JOCの関係者が涙声で「（オリンピック・パラリンピック招致）裏金調査チーム」の名称を変更するように懇願する一幕もあった。18日にはJOCが調査チームの立ち上げを表明した。JOC会長の竹田は、フランス当局から日本が捜査共助の要請を受けた場合、守秘義務を理由に開示してこなかったシンガポールのコンサルタント会社との契約書の提出を前向きに検討する考えを示した。

##### 新国立競技場の著作権問題
新国立競技場の旧計画のデザインを担当したザハ・ハディドが、現在の契約を修正しデザイン料の残額を支払う代わりに旧計画の著作権をJSC側に譲り渡すよう求められたことを明らかにした。ザハ事務所は2015年12月22日に決定した新デザイン案がザハのデザインに似ているとの主張をしており、五輪相の遠藤利明は、著作権侵害があった場合は応募者責任になるとの見解を示している。新国立競技場のデザインを手がける隈研吾は日本外国特派員協会での会見で「コンセプトが違うので、基本的に全く違う建物、全く違うデザインだということはわかっていただけると思う」と述べた。
ザハ側は、JSCが新しい著作権条項を書面でザハ側に要請した後に、隈が新しい建築家だと装ってザハのデザインを用いたという主張をしているとみられるが、裁判では審査官が2つのデザインを比べ「トータルルック・フィールテスト」を行なうといった曖昧なものになるとされる。

#### 経済政策

##### マクロ経済政策（アベノミクス）
日本の政治史において初めて金融政策が争点となった2012年の衆院選挙以降、マクロ経済政策として金融緩和が採用されており、2016年に入ってからも倒産件数の減少や自殺の減少、雇用の改善などが目立つ一方で、消費の低迷がGDP拡大にブレーキをかける結果となった。物価に関しては2016年2月のコアコアCPIがプラス0.8%となっている（原油安の影響でコアCPIはマイナス圏が予想されている。フィリップス曲線によると、期待インフレ率が上がると雇用が増加するとされる）。2012年以前は物価上昇率はマイナスで推移していたが、2013年以降は（消費税の影響を除いても）プラス圏で推移している。

##### 消費の低迷
2015年は消費の低迷が続いており、9月から11月までの3ヶ月連続で1世帯あたりの消費支出が対前年比で減少した。主要五大紙で消費税の影響についての言及は行われていないが、産業競争力会議のメンバーである竹中平蔵は、「2012年の民主党政権の時の政策そのものが間違っている。当時の野党だった自民党政権がそれに賛成してしまった」と消費税について批判した。野党の間では消費増税の先送り議論がすでに活発化しており、おおさか維新の会は1月18日に増税延期方針を参院選の公約に盛り込む考えを表明。また、維新の党も江田憲司が「（消費税再増税の凍結で一致しない場合）参院選前の新党もあきらめざるを得ない」と民主党との合流構想断念を示唆した。民主党の一部にも増税反対の意見があるが、朝日新聞はこの動きを「増税をやめて財政再建の道筋をどう描くのか」と批判した。海外ではウォールストリートジャーナルが行き詰まりの原因について「第二の矢である財政出動は財務省の圧力を受けた」「第三の矢に盛り込まれた女性の雇用推進などの構造改革は、短期的効果を意図したものではない」「（消費税率引き上げで）個人消費が冷え込み、倹約ムードが広がった」といった見方を示し、フィナンシャルタイムズのマーティン・ウルフは「消費増税はなすべきことの真逆になる」「最初のステップは核心にある問題、すなわち民間需要の不足という問題を認識することだ」と指摘した。
2016年1月29日、家計調査で2015年12月の実質消費支出が前年比4.4%減と低迷し、消費増税を行った前年に続く大幅減少となった。

##### 企業の内部留保問題
2015年10月30日、経済財政担当大臣の甘利明は、「コアコアCPIは確実に上昇している。物価は目標に向かって歩んでいると思う」と主張する一方で、財務大臣の麻生太郎から労働分配率が低下しているとの問題提起があったと語った。全産業の利益剰余金（いわゆる企業の内部留保）は354兆3774億円と8%増加する一方で、企業側の賃金への還元は進んでいない。なお、法人税については平成29年度に20%台に引き下げる予定となっている。

##### 賃上げ要請
2015年11月5日、首相は政府と経済界による「官民対話」において経済界に対して賃上げを要請し、翌6日には日本銀行総裁の黒田東彦総裁が講演で2%の物価上昇目標の実現には賃上げが不可欠だとの認識を示した。

###### 大手3銀行労組のベア見送り問題
三菱東京UFJ銀行、三井住友銀行、みずほフィナンシャルグループの各労働組合がベアの要求を3年ぶりに見送る方針を固めた。これについて、連合会長の神津里季生は「開いた口がふさがらないような話だ」と批判した。2015年3月期の3行の純利益は三菱東京銀行が1兆338億円、みずほが6119億円、三井住友銀行が7536億円。

###### 中小企業の賃金の増加
4月4日、中小企業の賃上げ額が1995年の統計開始以来初めて大企業を上回ったことがわかった。大手との賃金格差が拡大したため、人材確保のために賃金引上げの動きが広がった。

###### 最低賃金の引き上げ
2015年11月24日、首相の安倍は経済財政諮問会議で、現在全国平均798円の最低賃金を来年以降毎年3%程度ずつ引き上げて全国平均で1000円を目指すことを表明した。先進国の主要都市では最低賃金がおおむね1000円を超えているのに対して東京では907円と伸び悩んでおり、企業の内部留保や手持ちの現金・預金が増える傾向にあることを踏まえ、政府内では「内部留保をもっと賃上げに使うべきだ」という発言が相次いでいた。
2016年1月8日の衆院予算委員会で、民主党の山井和則が実質賃金の低迷について問いただしたのに対して、安倍は景気が回復し雇用が増えていくメカニズムを解説した上で、「私が50万円、妻が25万円であったとしたら、75万円に増えるわけでございますが、2人で働いているわけですから、2で割って平均は下がるわけです」と答弁。これが、パート労働者の平均月収は8万4000円程度である（最低賃金としては、月額25万円を稼ぐためには8時間労働を20日行って時給が1563円になる）といった理由から炎上騒動となった。山井は安倍政権では名目賃金は伸びているが実質賃金では民主党時代の方がよいといった主張をかねてより行なっていた。
7月26日、厚生労働省の審議会において、最低賃金を引き上げる目安額が過去最大となる全国加重平均24円でまとまった。

##### 格差問題
安倍政権の政策に一定の影響力をもっているとされる野口旭は、格差について「非正規の若年層と資産を持たない高齢者の貧困化が進み、住民税を支払えない人口が2400万人と試算されている」と分析し消費低迷の原因になっていると指摘した。実際、首相のブレーンである本田悦朗の提案によって住民税を払えない高齢者に対する3万円の給付金が補正予算に盛り込まれた。この再分配政策に対して民主党側からバラマキだとの批判があがっていたが、安倍は2016年1月6日の衆院本会議での民主党代表の岡田克也への答弁で、消費税増税延期が争点になっていた2014年の総選挙時に、当時の民主党代表であった海江田万里が高齢者への給付を行なうべきだと8党党首討論会の場などで主張していた経緯を説明した上で「天に対してブーメランを投げているようなものだ」とこきおろした。一方、民主党側は代表代行の蓮舫が海江田の発言について「消費税率を10%に上げることで生まれる安定財源によって毎月5千円を継続的に給付する」三党合意が守られているかどうかを質問したと反論した。

###### 同一労働同一賃金
政府は、一億総活躍社会の実現に向けて非正規の労働者の待遇改善をめざして労働者派遣法の改正も含めた検討を行い、同一労働同一賃金の実現を目指している。5月中に取りまとめる「1億総活躍プラン」の中で同一労働同一賃金の方向性を示す方針。

###### 正社員の増加
2016年2月16日、総務省の発表した2015年の労働力調査で正社員数が前年比26万人増の3304万人になったことが分かった。正社員の増加は8年ぶりで、雇用者数は44万人増えた。

##### 就職内定率の増加
2016年2月12日、高卒の就職内定率が90%を越え、25年ぶりの水準になっていることが分かった。同年3月18日には、大卒の就職内定率も8年ぶりの高水準であることが分かった。

##### 日本経済新聞社の情報リーク問題
2016年1月29日、日銀がマイナス金利の導入を行ったが、その際に会合終了前であるにもかかわらず「追加的な金融緩和策としてマイナス金利政策の導入の議論に入った」との報道が行われた。日本経済新聞側はリークを認めておらず、広報担当者は電話取材には応じない姿勢をみせているが、米国ではFRBと司法省の共同調査が入る可能性のある事態で、「相当まずい問題だ」「こういった情報漏えいが続くと、マーケットの中でマスコミへのリークさえ見てれば良いという見方を構築することになる」といった声があがっている。
2016年2月3日、衆院予算委員会における民主党の玉木雄一郎の質問に対して、日銀総裁の黒田東彦は「（議論の内容を知り得た日銀の役職員、および政府関係者を対象として）当該報道機関の記者と接触した事実の有無を調査している」と答弁した。

##### マイナス金利政策
1月29日に日銀はマイナス金利政策を導入した。これについては「（大量に国債を購入してきたこれまでの）政策の限界を印象づける」といった批判がある一方で、撤廃された付利は民間銀行や短資会社への支援のために2008年11月に導入されたものだとの指摘もある。この決定は5対4の小差で決定したが、反対したのは前日銀総裁の白川方明時代に任命された審議委員で、金融業界出身者が3人。
ドイツ銀行の経営不安から、欧州株式市場が銀行株を中心に売られ2月8日には約1年ぶりの安値となった。域内全体の銀行株指数は2012年のギリシャ危機以来の低水準。これを受けてリスク回避の動きから円高が進行し1ドル115円台に突入した。日銀が1月29日に打ち出したマイナス金利は、対象となる預金の規模が限られるため、世界経済減速懸念に打ち消される形となった。

##### 国際金融経済分析会合の開催と増税の2年半延期
2016年2月第2週の株価の週間下げ幅が、リーマン・ショック直後の2008年10月以来の大幅下落となった。年明けから続く中国や資源国経済減速懸念に加え、イエレンFRB議長発言を受けてのアメリカ経済減速懸念などにより、リスク回避による円高が進んだ。一連の売りの発端となったのはドイツ銀行で、2015年決算が巨額赤字となり、自己資本に充当している偶発転換社債が自己資本が目減りすると利払いが停止される債券であるため「巨額赤字が続けば利払いが打ち切られる」との臆測がパニック売りにつながった。また、中国の貿易統計も外需、内需ともに振るわず、1月の貿易総額は2年連続の大幅縮小となった。
このような情勢を受けて、政権内で消費増税凍結の声が大きくなった。2月15日に発表された2015年10～12月期の国内総生産は年率換算は1.4%減、個人消費が前期比0.8%減となり内需の不振が確認（消費総合指数では2015年10月から12月の3ヶ月間で消費指数がマイナス0.7）された。経団連会長の榊原定征は、政府に対し「来年に消費税の引き上げが予定されており、これを乗り切るだけの経済の自力、底力をつけることが重要」と要求したが、14日には朝日新聞が企業向けの「政策減税」の恩恵の約6割を資本金100億円超の大企業が占め、「果実」が家計に回っていない事を批判的に報じた。また、世界経済の減速を受けて米財務長官のジェイコブ・ルーは、各国に対して成長促進と雇用創出のため政策を総動員するよう求め、OECDも株価の急落や新興国の資本流出・債務問題など金融システムに相応の不安があるとし、日本には財政再建に代わる新しい戦略を求めた。
2月26日の会見で、官房長官の菅は消費増税について「橋本龍太郎首相の時代に、税率を引き上げて税収が下がった経験がある」と指摘した。橋本はかつて「私は平成9年から10年にかけて緊縮財政をやり、国民に迷惑をかけた。私の友人も自殺した。」と消費増税を後悔していた経緯があり、安倍も周辺には増税で景気が冷え込んだことをぼやいているとされる。長引く消費の低迷に加えて年初来からの円高・株安の進行もあり、世論調査では産経新聞と朝日新聞の調査で共に増税反対が60%、日本経済新聞でも58%が反対となった。一方、財務省はファッションの世界で活躍する十河ひろ美や消費増税に関する集中点検会合のメンバーに選ばれていた武田洋子、中空麻奈らとともに財政問題に関する啓蒙活動を展開した。
3月2日、首相の安倍は「世界経済の持続的な力強い成長に貢献していきたい」とし、伊勢志摩サミットに向けて「国際金融経済分析会合」の開催を表明した。ただ、2014年秋に首相サイドは財務省の「増税容認」で固めようとする根回しに激怒し「点検会合」の後に増税を延期した経緯がある。今回も財務省側は消費税12%を公言するといった活動を既に行うなど、首相サイドを強くけん制している。2014年の点検会合では「増税反対」を唱えている学者・エコノミストは財務省主導で外されてしまい、首相サイドが片岡剛士、若田部昌澄らを急遽復活させたが増税賛成派が多かった。中にはエボラ出血熱を理由に挙げて景気後退を擁護したメンバーもいたが、
ポール・クルーグマンの助言などを受けて増税延期が決定した。安倍は2013年の点検会合の際に有識者・専門家60人のうち増税の予定変更すべきという意見が1割超しかおらず、予定どおり増税を実行したところ点検会合で出された意見の多くは見通しを外して景気が失速し、不信感を持ったとみられている。3月16日の初会合ではジョセフ・スティグリッツが参加することになった。22日の会合にはポール・クルーグマンの参加も決まった。
16日の会合でスティグリッツは「2、3年前は世界経済がここまで弱くなるとは誰も予想していなかった」と述べ消費増税への反対を進言。同日、貿易総額の収縮が鮮明となっている中国では、首相の李克強が「景気下押し圧力は引き続き増している」と表明した。17日の会合ではデール・ジョルゲンソンが「投資から消費に負担をシフトさせるべきだ。」とし、消費増税は必要と述べた。22日にはクルーグマンが消費増税への反対を表明した。4月7日の会合ではジャン・ティロールが、気候変動やヨーロッパ経済の不安定性などについて説明したが消費税には言及しなかった。
3月31日の日米首脳会談では、G7が世界経済を牽引していくべきとの考えで両首脳が一致した。4月1日に発表された日銀短観では先行きの見通しの厳しさが確認され、6日からは山本幸三らによる議員連盟「アベノミクスを成功させる会」の会合が開催されることになった。また世論調査では、予定通リの増税に反対する声がJNNで82%、FNNでは81.3%に達した。5月31日、増税を2年半延期する方針が与党で了承された。

###### 世界経済の減速と英国のEU離脱
国際金融経済分析会合において、ノーベル経済学賞受賞者であるジョセフ・スティグリッツは①米国は1989年当時から所得水準が伸びておらず、GDPはリーマンショックの影響でトレンドから15%低い水準に低迷②欧州は統一通貨が機能するために必要な制度が創設される見込みがないためユーロ危機は解決しておらず、欧州のパフォーマンスは悲惨な水準③中国は深刻な経済減速で欧米がそれを埋め合わせることは無理 といった理由から世界経済は大低迷（Great malaise）であると論じ、世界的な総需要の不足を解消する事を主張した。また、ポール・クルーグマンは資源価格の下落によるブラジルやアフリカへの深刻な影響などを指摘し「経済的な弱さの蔓延した世界 the world of pervasive economic weakness」であると論じた。このような指摘に対して、毎日新聞の山田孝男は、「（日本はもっと需要を創り出せという助言に）だが、何を買う？」と反論し、ノーベル賞学者の卓説には具体策が欠けていると批判した。
6月に入ると、国際金融経済分析会合で指摘された世界経済のリスクが顕在化し、米国は雇用の伸びの鈍化により利上げを見送り、FRB議長のジャネット・イエレンが「失望」を表明。6月23日に英国で行なわれたEU離脱に関する国民投票は離脱派の勝利となり、全世界的な危機が懸念される深刻な事態となった。

###### 分析会合や増税についての論調
毎日新聞は社論としてデフレ容認的であり、分析会合開催が発表された翌日にただちに批判を行った。景気条項を削除するべきだと社説で求めたのは朝日新聞で、分析会合初日の翌日にただちに分析会合を批判した。東京新聞は景気条項の削除を批判しており、消費増税にも反対である。分析会合については東京新聞も批判している。田村秀男は、朝日新聞などの論説陣の多くは消費税の経済への影響について言及を避ける傾向があり、日本の金融機関系エコノミストや、大手メディアの中でも特に朝日新聞、日本経済新聞などが財務省の影響下にあると指摘している。
また、下記のようなプログラムについて、マスコミを通じた財務省の世論工作を指摘する意見もある。財務省は他にも、大幅な歳出カットや大増税をすると人々が笑顔になるエンディングのゲームなども発表しており、両者にはマクロ経済と財政が分断されている（増税の負の影響は発生しない）という共通点がある。

###### 東京財団作成の財政推計プログラム
東京財団（理事長は元主計局主計官の秋山昌廣）による財政推計プログラムが朝日新聞上で公開された。これは小黒一正、中澤正彦が財政パートを作成しており、GDPが労働投入と資本ストックと全要素生産性のみで決定（消費税率にGDPは影響を受けない）されるモデルで作成されている。

###### 会合出席者の出張
- ポール・クルーグマンの会合での発言は全文が公開されており[217][235]、内容は以下のようなものである。
  - 世界経済のリスクとして、資源価格の下落が新興国経済や米国などの投資に打撃。ユーロが単一通貨であるためフランスなどの余力がある国でも財政政策が制約。中国経済は暴発寸前で外貨準備が急減。英国のEU離脱リスクを懸念。
  - 財政政策の協調について、ドイツは非常に難しい。米国はバラク・オバマがインフラ投資などに好意的。
  - 消費税については「財政による支援よりも、長期的な予算問題を優先すべし、という考えは、今は極めて見当違いなもの」と指摘。
  - 構造改革については「需要を押し上げるという最重要課題からはだいぶ的を外れたもの」で「第一に差し迫った問題に対処しないための口実」に使われることがある。
  - デフレ脱却については、「財政による刺激策は、デフレ脱却の金融政策への一助」となり、「（日本国債暴落というシナリオは）描くのさえ難しい。」と言及。

#### 税制改革

##### 消費税増税と軽減税率
2015年10月21日、自民党税制調査会長の宮沢洋一と公明党税制調査会長の斉藤鉄夫が会談し、2017年4月の消費税率10%引き上げと同時に生活必需品などの軽減税率を導入することを確認し、事業者の経理事務の負担軽減で合意。
軽減税率の対象品目について、2015年12月12日、自民党と公明党は酒類と外食を除く食品全般とすることで合意した。

###### 新聞への軽減税率の適用
新聞業界は軽減税率の新聞への適用を訴えており、とくに毎日新聞には主張が露骨であるという批判が以前よりあった。社説においても「欧州型」とのキーワードを使い『欧州の多くの国は「知識には課税しない」との原則で新聞・書籍も軽減税率の対象にしてきた。』といった主張を行なってきた。読売新聞も軽減税率協議が決着した夜に社説で軽減税率適用を主張したが、対象となることはそもそも決着済みで積極的に報道されていないだけとの指摘もあがっていた。また、日本新聞協会は軽減税率の適用について「国の内外で日々発生しているニュースや情報を正確かつ迅速に人々に伝達するとともに、多種多様な意見ないし評論の提供を行っていることを直視しなければならない」といった根拠を列挙し、「（活字文化は）思索のための食料」と言及するなどのキャンペーンも行なっていた。
2015年12月14日、与党の税制調査会で新聞に適用される方向となり、軽減されるのは食料品全般と新聞の2つと決定した。新聞への軽減適用に関しては、「新聞も軽減税率を適用すべき？」というYahoo!アンケートで77.8%が適用すべきでないと回答した。新聞への適用は、販売部数の減少を避けたい新聞業界と軽減税率制度への批判を抑えたい政府与党との思惑が一致したからとみられ、堀江貴文も新聞業界が2%の増税に敏感になる理由について、自身のメールマガジンが8%の増税の際に読者を減らした経験から追加増税で売り上げが減ることを恐れているからだろうと分析した。おおさか維新の会代表の松井一郎は、「どこでもいいけど、我々は軽減税率を遠慮しますという新聞社いないのでしょうかね」と主張。民主党政調会長の細野豪志も「新聞だけが（対象として）議論されるのは強い違和感を覚える」と批判した。
朝日新聞は、『私たち報道機関も、新聞が「日常生活に欠かせない」と位置づけられたことを重く受け止めねばならない。』として軽減税率を受け入れ、産経新聞も「日本でも新聞を軽減税率の対象に含めるのは当然といえる」と支持するなど五大紙で批判的な論評が行なわれることはなかった。一方、税理士へのアンケートでは大半が「不要」と回答し、「『社会の木鐸』としての信頼性が低下している」といったコメントが寄せられた。読売新聞は新聞への軽減税率の適用を59%が支持しているとし、朝日新聞は軽減税率についてのアンケートで新聞について質問を行わなかった。神保哲生は、朝日新聞が地方放送局の名前に「朝日」とわざわざ明示して影響力を行使している点や、大阪での不動産経営などで公益とは無関係の事業を行っている点などを指摘し、特権が与えられてもその利潤が公共的なサービスに還元されてはいないと批判した。ニコニコ動画の世論調査では新聞について質問を行い「新聞は全て除外すべきだ」が33.9%ともっとも多かった。
2016年1月12日の衆院予算委員会で維新の党の井坂信彦は「4軒に1軒しか低所得者世帯は新聞を買っていない」との指摘を行なった。財務大臣の麻生太郎は1月15日の参院予算委員会で、財務省主税局が新聞社側と協議して新聞への適用を決めたことを明らかにした。

###### 軽減税率についての論調
新聞では朝日新聞、産経新聞、読売新聞、日本経済新聞、毎日新聞の五大紙全てが軽減税率の安定財源問題を追及している。とくに朝日新聞は「日本の国家運営の『百年の計』を考えて財政再建に取り組め」と強調している。ブロック紙も東京新聞を除く河北新報、北海道新聞、西日本新聞、中国新聞の全社が軽減税率の安定財源問題を追及している。東京新聞は消費税増税に反対である。
一方スポーツ紙では、日刊スポーツがコラムで「痛税感の緩和どころではない」と軽減税率を批判した。

###### 民主党の消費増税ならびに軽減税率への反対表明
2016年2月17日、幹事長の枝野幸男は消費増税への党としての反対方針を明言した。新聞ならびに食料品全般に対する軽減税率制度の撤回と衆院議員定数10削減を明確にしない限り、2017年4月に予定される消費税10%への引き上げは認めないとした。これまでの慎重姿勢を転換した形となった。

###### 恒久財源過大見積もり疑惑
1月18日の参院予算委員会で、共産党の小池晃は軽減税率での税収減は年6000億円程度にすぎず過大に見積もっているのではないかとの指摘をした。1人当たりの年間軽減額が4800円程度にとどまるため人口から計算すると約6000億円にしかならない。これについて財務大臣の麻生太郎は「家計調査の調査対象世帯が記録している家計簿にすべての支出が記載されているわけではない」と主張した。財務省は統一見解を出し、家計調査のデータは「消費総額の6割程度」しか記載されていないので減収額は1兆円だと主張した。

##### 消費税負担の過小見積もり
1月19日の参院予算委員会で、財務大臣の麻生太郎は消費税率を10%に引き上げた際の国民1人当たりの増税額を年額「1万4千円」から、倍近い「2万7千円」に変更した。共産党の小池晃は「今までの2倍近い。政府の統計は信用できない」と批判した。なお、消費税増税1%あたりの増収は2兆5000億円とかつては言及されていたが、実際は1%あたりで2兆7000億円であったとみられる。

##### 法人税減税
2015年11月11日、経済財政諮問会議で首相は法人実効税率を早期に20%台にまで引き下げる道筋を付けると述べた。

#### 菅官房長官の在職日数
官房長官の菅義偉の在職日数が6月6日に歴代2位となり、7月7日には福田康夫を抜き、単独1位になった。

#### 行政改革

##### 行政事業レビュー
2015年11月11日、中央省庁の予算使途を検証する行政事業レビューが開始した。

##### 財務省との対立
安倍内閣は財務省との対立がたびたび表面化している。軽減税率問題では財務省が公明党側に低所得者が加工食品を購入する頻度が高いというデータをあえて示して公明党をけしかけ、財務省と共同戦線を張る自民党税制調査会側には「生鮮食品」（所要財源は年3400億円）までしか財源がないと主張して両党の協議が暗礁に乗り上げるように工作していたが、官邸が公明党側を後押ししたため失敗した。また、安倍政権での税収増は消費税率引き上げを除いても7-8兆円あるとみられることから財源として使うことを経済財政諮問会議側が提案しているのに対して財務省側は抵抗しており、政府関係者は「そもそも財務省は、この問題で議論する気すらないだろう」と指摘している。安倍は訪米の際の昼食会で「財務省の試算は信用ならない」と述べるなど以前から財務省との間に溝があり、官房長官の菅も軽減税率問題の際に財務省幹部に対して「官邸への出入り禁止」を通告している。

#### 辺野古移設問題
2015年10月13日、沖縄県知事の翁長雄志は米軍普天間飛行場（沖縄県宜野湾市）の移設計画をめぐる沖縄県名護市辺野古の埋め立て承認を取り消した。国は知事に代わって承認する代執行の手続を開始し、国土交通大臣の石井啓一は10月28日に是正勧告を知事に出した。
11月17日、国土交通大臣は移設先となる辺野古の埋め立て承認取り消し処分を撤回する代執行に向けた手続に入るため沖縄県知事に対し福岡高等裁判所那覇支部に提訴した。
2016年3月3日、移設をめぐる訴訟で県との和解が成立し、7日には埋め立て承認を取り消した処分を是正するよう沖縄県知事の翁長雄志に指示した。31日の米国大統領バラク・オバマとの会談では、日本政府と沖縄県の和解について米国側から懸念が示され、首相の安倍は和解の狙いを「急がば回れだ」と説明。この会談について、沖縄県知事の翁長雄志は「円満解決に向けた協議を行うとの和解条項の趣旨にもとり、和解の精神を軽んじている」と批判した。7月21日、政府は沖縄県に対し新たな訴訟を22日に起こす方針であることを伝え、沖縄県知事の翁長は「真摯な協議が行われるよう配慮を求めていただけに、非常に残念であります」とコメントした。

##### うるま市の女性遺棄事件
うるま市の会社員の女性が行方不明になった事件で、5月19日に米軍属の男が逮捕された。女性の遺体は雑木林で発見された。首相の安倍と沖縄県知事の翁長との会談もおこなわれ、翁長は「米軍基地があるが故の犯罪だ。強く抗議する」と述べた。この事件により、日米地位協定の改定や基地縮小を求める声などがあがった。6月5日に行なわれた沖縄県議選では、この事件の影響から自民党、公明党が苦戦し、翁長の県政与党が議席を上積みした。

#### 福島第一原発事故の処理
2015年11月19日、環境省は宮城県内で予定していた東京電力福島第一原発事故で放出された放射性物質を含む指定廃棄物の長期管理施設建設のための調査の年内実施を断念した。
2016年3月3日、汚染水対策の凍土壁について原子力規制委員会は海側の地盤を先に凍らせる計画を了承した。

#### 高浜原子力発電所問題
3月9日、2015年4月にも再稼動を否定する仮処分決定があった高浜原子力発電所3号機と4号機について「福島の原発事故を踏まえた事故対策や緊急時の対応方法に危惧すべき点があるのに、関西電力は十分に説明していない」として運転の停止を命じる仮処分が大津地方裁判所で出された。運転中の原発が停止されたのは今回が初。官房長官の菅は「国は当事者ではなく、あくまでも仮の処分であることから、当事者である関西電力が今後の対応を決める。国としても注視していきたい」と語った。

#### 保育園落ちたブログ騒動
2016年2月15日、公費で運営される「認可保育所」の入所選考に子供が落ちてしまったブロガーが「保育園落ちた日本死ね」とのタイトルの文をはてな匿名ダイアリーに投稿し、17日17時までにフェイスブックで3万回以上シェアされるなどの反響を呼んだ。17日には都内でおよそ10か所の保育所を経営する駒崎弘樹がブログで「怒りましょう」「自治体に文句を言うべき」などと呼びかけ、地上波の報道番組でも取り上げられるなどの社会現象となった。国会でも29日の衆院予算委員会で民主党衆議院議員の山尾志桜里がこのブログを紹介し、これに対し首相は「匿名である以上、実際起こっているか確認しようがない」と答え、保育士への待遇改善などを訴えながらも、待機児童が増えていることなどへの山尾の追及に対し反論した。この追及に対し議席からは「誰が書いたんだ」などとやじが飛び、首相の内容の真偽を疑うような発言もあって同じような境遇の人々の気持ちに火をつけ、ブログの内容が広く拡散された。
書いた本人は「大勢の人に見られるということを意識していなかった」「たまに知り合いにこの話をされると、どきっとしてしまう。正直、反応の大きさに驚いている」などと語っているとされるが、精神科医の香山リカがこの意見に共感する、子供を持つ母親に限らない幅広い立場の人々が出現していることを指摘し「私にも実は子どもがいない。でも、ここで大きな声で言わせてもらおう。保育園落ちたの私だ」と語るなど賛同者が広がり、共感の意を示すためのネット署名は1万人を超えた。3月9日、厚生労働大臣の塩崎恭久は、「子どもを預ける場所を確保して働きたいという人がいることはよく分かる」と述べ実態調査を行う考えを示し、国会内で保育制度の充実を求める2万7000人分余りの署名を受け取った。なお、平成28年度保育対策関係予算は9294億円で平成25年度の4611億円の約2倍に達している。3月10日、上記のやじについて自民党衆議院議員の平沢勝栄が自身の発言と認め陳謝した。
2015年10月 - 12月の労働力調査によると夫婦共働きの割合が初めて5割に達し既婚女性の平均収入が過去最高となっており、その一方で女性の活躍の場の広がりに伴って働き始める母親が増え保育所のニーズが高まるジレンマに直面し待機児童は5年ぶりの増加に転じた。東京の特に周辺の区に待機児童は集中し、2015年4月に始まった「子ども・子育て支援新制度」や雇用情勢の改善が需要を掘り起こした。需要はサービス価格を上昇させ新規参入を増やすのが自然だが、保育市場は9割超が行政と社会福祉法人で占められ、これらに多額の補助金が出ているため価格メカニズムが働かず新規参入不足が常態化している。全国保育団体連絡会などに属する保育園の園長は、役所から多くの補助金を獲得することが仕事になっており、認可権を持つ自治体が撤退リスクや保育の質の低下などを理由に株式会社の申請を認可せず参入障壁となってきた。安倍は11日の参院本会議で待機児童が多い自治体と連携して具体策を検討する考えを表明した

#### マイナンバー制度
2015年10月23日、2016年1月のマイナンバー制度運用開始に向けて番号通知カードの配達が開始された。

#### 「労働力の確保に関する特命委員会」と外国人労働者の活用
2016年3月、「労働力の確保に関する特命委員会」を立ち上げ、移民労働者を含めた労働力としての外国人の受け入れに関する議論を開始した。移民 は「日本国籍を付与し永住を前提とする人」のこと（ただし、国際的に統一された定義は存在しない）で、この会合は移民政策には踏み込んでいないが、高度な技能を持つ人材以外への在留資格新設や要件緩和、介護や農業分野などへの外国人の人材の確保が検討されており、特命委委員長の木村義雄は「『移民の寸前』まで持っていけるかも含めて議論したい」と発言した。

#### 閣僚発言

##### 麻生財務大臣の「中小零細の潰れるケースが1つや2つ、100や1000起きる」発言
2016年2月16日、維新の党幹事長の柿沢未途は、財務大臣の麻生太郎が軽減税率の導入について「中小零細の潰れるケースが1つや2つ、100や1000は起きる」とし混乱が避けられないと答弁したことについて撤回を要求したが、麻生は「『一件も潰れない』とか『混乱が全く生じない』とか私は現実的ではないと申し上げた」としこれを拒否した。軽減税率の対象品目の線引きは、「グレーゾーン事例」が1200件以上あるとみられ、与党の税制調査会幹部からは「数が多すぎてすべての仕分けには付き合いきれない」との声があがっていた。

##### 丸川環境大臣の「何の根拠もない」発言
2月7日、環境大臣の丸川珠代が松本市での講演において、東京電力福島第一原発事故に伴う除染の基準値としている「年間被ばく線量1ミリシーベルト」に対して「何の根拠もない」と発言していたことについて、12日に撤回した。この年間1ｍSvという数字は平常時の数字であるため以前より異論があるが、国際放射線防護委員会が原発事故から復旧する際の参考値としている被曝線量「年1 - 20ミリ」の中で一番低い数値が除染の達成目標とされていた。

##### 高市早苗総務大臣の「電波停止」発言
2月8日の衆院予算委員会で、総務大臣の高市早苗が放送法4条に基づいて放送事業者に電波停止を命じる可能性を示唆したことについて野党幹部から「メディアへの圧力だ」と反発する発言が相次いだ。過去には2007年の福田内閣の総務大臣であった増田寛也や2010年の菅内閣の総務副大臣であった平岡秀夫がこの種の答弁をし、また輿石東が2012年2月23日に「間違った情報ばかり流すなら、電波を止めてしまうぞ！政府は電波を止めることができるんだぞ。電波が止まったら、お前らリストラどころか、給料をもらえず全員クビになるんだ」と暴言を吐き物議をかもしたケースもある。2月11日には高市が自身のホームページで「（放送法第4条に抵触する具体例として）テロリスト集団が発信する思想に賛同してしまって、テロへの参加を呼び掛ける番組を流し続けた場合には、放送法第4条の『公安及び善良な風俗を害しないこと』に抵触する可能性がある」と主張した。民主党代表の岡田克也は「民主党（政権）の時代、副大臣の発言だったと思うが、見方によっては類似しているような発言があったのかもしれない。」とした上で、高市に現職の大臣としての見解を明確に述べることを要求した。2月29日には、田原総一朗、鳥越俊太郎、岸井成格らジャーナリストが「放送局の電波は国民のものであって、所管官庁のものではない」などとするアピール文を読み上げ強く抗議した。世論調査でも、国民の多くがこの発言に反対の立場を示している（以下の表を参照）。
| 質問事項 | 高市早苗総務大臣は、政治的公平性を著しく欠く番組を、繰り返し放送した放送局があった場合は、法律に基づいて、その放送局の放送を停止させることもあり得るとの考えを明らかにしました。あなたは、高市大臣の発言について、どのようにお考えですか？ | 高市早苗総務大臣は、政治的公平性を著しく欠く番組を、繰り返し放送した放送局があった場合は、法律に基づいて、その放送局の放送を停止させることもあり得るとの考えを明らかにしました。あなたは、高市大臣の発言について、どのようにお考えですか？ |
| 回答     | 「発言はテレビ局を萎縮させかねないもので問題だ」 | 45.6% |
| 回答     | 「発言は問題だが、放送内容に悪い影響を与えるとは思わない」 | 31.5% |
| 回答     | 「高市大臣の発言は問題ない」 | 11.5% |
| 回答     | 「わからない」、「答えない」 | 11.5% |
| 調査方法 | RDD電話調査。調査日は2016年2月19〜21日。対象者は有権者2145人で、回答数は1004人（回答率46.81%）。 | RDD電話調査。調査日は2016年2月19〜21日。対象者は有権者2145人で、回答数は1004人（回答率46.81%）。 |

| 質問事項 | 高市早苗総務大臣が、政治的公平でない放送が繰り返された場合、法律に基づいて、放送局の電波を停止する可能性があることを発言しました。あなたは、この発言は、問題があると思いますか、思いませんか？ | 高市早苗総務大臣が、政治的公平でない放送が繰り返された場合、法律に基づいて、放送局の電波を停止する可能性があることを発言しました。あなたは、この発言は、問題があると思いますか、思いませんか？ |
| 回答     | 問題があると「思う」 | 56% |
| 回答     | 問題があると「思わない」 | 15% |
| 調査方法 | 層化二段無作為抽出（全国125地点）。実施日は2016年2月20〜21日。対象者は1000人で、有効回答率は46.0%。                                                                                            | 層化二段無作為抽出（全国125地点）。実施日は2016年2月20〜21日。対象者は1000人で、有効回答率は46.0%。                                                                                            |

| 質問事項 | 放送法は、「表現の自由の確保」という目的のほか、「政治的に公平であること」といった基本方針を定めています。この放送法を理由に、テレビ局の報道内容が政治的に公平かどうかを政府が判断して、電波停止などを命じるのは妥当だと思いますか。妥当ではないと思いますか | 放送法は、「表現の自由の確保」という目的のほか、「政治的に公平であること」といった基本方針を定めています。この放送法を理由に、テレビ局の報道内容が政治的に公平かどうかを政府が判断して、電波停止などを命じるのは妥当だと思いますか。妥当ではないと思いますか |
| 回答     | 「妥当だ」 | 18% |
| 回答     | 「妥当ではない」 | 75% |
| 調査方法 | 郵送法（有権者3000人が対象）。2016年3月16日に調査票を発送、4月25日までに届いた返送総数2077のうち有効回答数は2010で、回収率は67%。 | 郵送法（有権者3000人が対象）。2016年3月16日に調査票を発送、4月25日までに届いた返送総数2077のうち有効回答数は2010で、回収率は67%。 |

#### 自民党会合

##### 桜田議員暴言問題
2016年1月14日、自民党本部の外交・経済連携本部合同会議で自民党衆院議員の桜田義孝が「よく従軍慰安婦の問題が出るが、日本で売春防止法ができたのは昭和三十年代だ。それまでは職業としての売春婦だった。それを犠牲者だったかのようにしている宣伝工作に惑わされすぎだ。」などと発言し波紋を広げた。櫻田の発言を受けて、自民党国会対策委員長の佐藤勉は、国会内で公明党幹事長の井上義久に「お騒がせして申し訳ありません」と陳謝。韓国外交部はこれについて「歴史の前で恥を知らない一議員の無知な妄言にいちいち答える価値を感じられない」と強く批判した。桜田は、その後おわびをして自らの発言を撤回。民主党幹事長の枝野幸男は、「安倍晋三首相の自民党総裁としてのガバナンスが問われている」として追及する方針を示した。

#### 野党の統一候補構想
安倍政権の暴走を止めることを目指し、2016年7月10日に投票が行われた第24回参議院選挙に向けて野党間で様々な連携が模索されている。福島県選挙区で岩城法相が、沖縄県選挙区で島尻沖縄北方相が、それぞれ野党統一候補に敗れた。参院選で複数の現職閣僚が落選するのはこれが初めてのこととなった。両大臣は8月3日に行われた次の内閣改造まで続投する。

##### 民主党と維新の党による民進党結成
2015年12月11日、民主党と維新の党は統一会派を結成し「民主・維新・無所属クラブ」となり、2016年夏の参議院選へ向けての新党構想が浮上している。2016年1月26日には、安全保障関連法の廃止法案を共同提出する方針を決めて足並みをそろえた。
経済政策では、国家公務員の給与を引き上げる給与法改正案では合意したものの、消費税への対応で食い違いがある。民主党は野党で唯一消費増税に積極的で、代表の岡田克也は「これ以上、先送りできない」と主張。支持母体の日本労働組合総連合会も会長の神津里季生が「目の前の消費を冷やすとか、景気にマイナスうんぬんよりも、国家財政が持ちこたえ、将来の展望が持てるようになるかどうかの方が大事」と主張した。一方、維新の党は旧結いの党と旧民主党（野田佳彦政権時に離党）が半々で、消費増税に反対している。
新党では党名変更や解党を求める声もある。民主党内では両党の合流の効果を疑問視する声があがっているが、宜野湾市長選挙では、事前の調査で健闘していた「オール沖縄」を掲げた新人候補を、幹事長の枝野幸男が投票4日前に記者会見で支持表明したが敗退。「民主党は嫌いだけど、民主主義は守りたい」とのポスターに党内から不満が噴出するといったトラブルも発生し党内は迷走しており、民主党の支持率は一桁にとどまっている。
2月19日、両党の間で違いがあった消費税の扱いについて、引き上げに反対する統一見解で合意。2月22日、両党が合流することを党首間で合意した。結党大会は3月27日に開くことになり、3月1日から始まる新党協議会で人事と党名を調整することになった。3月8日には合流新党の綱領案を発表し、「自由、共生、未来への責任」「身を切る政治改革」「2030年代に原発稼働ゼロ」などが盛り込まれた。3月14日、新党名が「民進党」と決定した。25日には執行部の陣容が固まり、代表代行に江田憲司、政調会長に山尾志桜里が就任した。代表と幹事長はいずれも民主党の代表と幹事長が務めることになった。

##### 「国民連合政府」構想
日本共産党は、安全保障関連法に反対する一点で野党が共闘する国民連合政府を提唱し、小沢一郎との接触を重ねているが、民主党内では野合との批判もある。政策面で相違があり、民主党は軽減税率の財源確保を要求しているのに対して、共産党は財務省が財源額を過大見積りして請求している点を追及しているといった具合に、両者が正反対の視点から問題を捉えているケースもある。参院選での選挙協力の必要性では各党とも認識が一致しているが、具体的な連携の話は進んでいない。
2月22日、共産党は改選定数1の「1人区」の多くで候補者を取り下げる方針を正式に表明して民共共闘を推進した。小沢らと目指していた「国民連合政府」「オリーブの木」自体は棚上げしているが、野党共闘へ強い覚悟を示す共産党が「1人区」の多くで候補者を取り下げることで、野党一本化候補の「比例は共産」とアピールする効果が比例票上積みにつながるとみられ、1人区で候補者を降ろすことで供託金が不要になる効果もある。民主と維新についても、小沢の動きへの警戒感が岡田克也側にあり合流の動きが加速した。共産党委員長の志位和夫は、「参院選まで残りわずかな中での大局に立った判断だ。野党共闘をしっかりまとめ、相手に痛打を与える」と述べ、他党の公認・推薦候補を支援する条件を「安全保障関連法廃止と集団的自衛権行使容認の閣議決定撤回を選挙公約にする」「共産の支援を拒否しないことを都道府県組織レベルで確認」の2つのみとした。
6月3日、民進党が生活の党・社民党との比例統一名簿作成を断念した事が分かった。連合は比例統一名簿を求めていたが、民進党は個別の候補が民進党に加わる形を求める姿勢を示した。また、社民党は生活の党との統一名簿では規模が小さく効果が期待できないため単独で選挙する方針を決めた。7日には山口二郎らが所属する市民連合が提出した政策要望書に野党四党が調印した。

##### おおさか維新の会の動向
おおさか維新の会は野党の統一候補構想には加わっておらず、「憲法改正による教育の無償化」などを柱とする公約を発表した。東京選挙区での田中康夫の擁立も決めた。

#### 熊本地震への対応
4月14日、熊本地方などを震源とする地震が発生。16日未明にも、熊本県熊本地方を震源とする最大震度6強の地震が発生し死者は40人超に達した。官房長官の菅は「全体把握をして（土砂崩れなど）二次被害が発生することがないように各住民への注意を徹底して呼びかけたい」と述べ、熊本県からは激甚災害の早期指定の要請を受けた。18日のTPP特別委員会で、首相の安倍は「激甚災害指定の方向に向けて決定したい」と表明した。

##### 熊本地震後の消費税をめぐる動き
熊本地震が発生したことにより、増税見送りの動きが強まった。また、3月の実質消費支出が「交通・通信、光熱・水道、被服及び履物」で大幅なマイナスになり前年同月比5.3%減と大きく減少した。一方で、財務省は「財務大臣になって財政改革をし、2020年までに日本を黒字化するゲーム」を一般公開し、さらには増税を「諦めるわけがない」との姿勢を見せた。ただ、2014年の秋に首相から「財務省も『財政を再建しなければいけない』と、すごい勢いで根回ししていますから。党内全体その雰囲気になっていて、この大きな船を方向転換するのはそう簡単ではない」とテレビ番組で発言された経緯があるため、「『前回の教訓』を踏まえて控えめにしている」と今回は静かに振舞っている狙いを説明した。一方財界からは、経団連や経済同友会から「地震後も計画通りに」増税することを要求する発言が相次いだ。

##### 共産党の「党躍進」募金騒動
4月17日、共産党委員長の志位和夫が「被災者の健康と命を守っていく緊急の仕事に、政府としっかり協力して超党派で取り組む」と述べ、都内で被災地支援の募金活動を行った。この際、衆院東京3区から立候補予定の人物が「募金は37万円も。熊本の被災地救援、北海道5区補選支援、党躍進のためにありがたく使わせていただきます」などとツイッター上で述べ、募金の封筒に「現地の党組織の裁量で使える募金として日本共産党熊本委員会に送る予定」と書かれていたため、「政治資金」と「熊本地震募金」を一括募集しているとの批判の声があがった。

#### 天皇の譲位
7月14日、天皇が譲位の叡慮（意向）を示していることを踏まえ、早ければ2017年の通常国会で皇室典範改正を含めた法整備を行う方向で調整に入ったことが分かった。15日、天皇が親しく「お気持ち」を公表する方向で宮内庁が検討をしていることがわかった。この問題を報じたNHKに対しては、憲法上天皇は政治的な発言をしてはいけないため、天皇の政治利用に繋がる危険をはらむとの批判もあがった。

#### 国立西洋美術館の世界文化遺産登録決定
7月17日、国連教育科学文化機関はル・コルビュジエの設計した国立西洋美術館を含む7カ国計17作品を世界文化遺産に登録すると決定した。

#### Pokémon GOの日本上陸
7月21日、官房長官の菅は、スマートフォン向けのゲームアプリ『Pokémon GO』が日本に上陸することについて「『ポケモンGO』は、公共マナーや安全性にいろいろな懸念を持つ人もいる。ゲームを楽しむ方が安全に行動できるように内閣サイバーセキュリティセンターからきのう注意喚起を出した。スマートフォンを安全に使っていただくために注意点をしっかり守っていただきたい」と述べ、公共マナーの順守など注意喚起を行った。22日の上陸後には、『Pokémon GO』をしながらの運転の摘発やひったくり事件が起きた。一方、シリアでは、在外シリア人アーティストや反体制派がポケモンの絵を持った子供たちの写真などでシリア内戦の惨状を訴えるキャンペーンを始めた。

### 外交

#### 伊勢志摩サミット

##### オバマ大統領の広島訪問
5月27日、米国大統領のバラク・オバマが広島平和記念公園などを訪問し、スピーチを行った。スピーチ後には原爆犠牲者の一人と抱擁する象徴的な場面があった。オバマは原爆資料館も見学し、館内で出迎えた小中学生2人に対して自作の折鶴を手渡した。広島では歓迎ムードに包まれていたこともあり、オバマは「広島に来て良かった」と訪問の感想を周囲に語った。

##### 民進党の山井議員による風刺画騒動
5月30日の民進党の会合で、国対委員長代理の山井和則が英紙「タイムズ」掲載の風刺画の人物を首相の安倍と誤解し批判をしていたことが判明し、山井はこの事実を認めた。山井は、外務省の担当者が否定しなかったため誤解をしたと釈明した。実際は、イギリスの次期首相候補を風刺したものだった。

#### モンゴル、中央アジア歴訪
2015年10月22日から28日にかけて、首相はモンゴル、トルクメニスタン、タジキスタン、ウズベキスタン、キルギス、カザフスタンの計6か国を歴訪した。

#### 中国バブル
中国の1-9月の輸入が前年比15%も減少していることから、一部では中国経済がマイナス成長に陥っている可能性を指摘する声があり、10月22日に欧州中央銀行は「中国や新興諸国の経済鈍化で海外需要が減少し、回復が損なわれた」として12月の金融緩和を示唆。10月23日には中国人民銀行も金融緩和に踏み切った。その一方で10月21日にはイギリス首相のデーヴィッド・キャメロンと中国国家主席の習近平が会談し、イギリスの原子力発電への投資やロンドン市場での人民元建て中国国債の発行など7兆円規模の商談が成立するといった中国との経済関係を強化する動きもあり、英王立防衛安全保障研究所のエドワード・シュワークは「（イギリス政府は経済関係を重視しており）人権問題の優先順位は低い」と指摘した。
中国経済の現状を受けて、日本政府内では8月から「チャイナショック」が発生した際の対策の検討に入っており、補正予算の編成も検討課題となっている。2016年1月4日には、上海・深圳両市場で総合指数が一時7%下落して史上初のサーキットブレーカーが発動した。人民元安の傾向が続いており、1月7日には上海・深圳両市場で再度サーキットブレーカーが発動した。

#### 日中韓首脳会談
2015年11月1日、ソウルで日中韓首脳会議が開かれ、首相の安倍晋三、中国首相の李克強、韓国大統領の朴槿恵が共同宣言を採択した。

#### 慰安婦問題の最終的かつ不可逆の解決
2015年12月28日、日韓の外務大臣が会談し、韓国政府が設置する財団に日本政府が約10億円を一括で拠出することで合意した上で「最終的かつ不可逆的に解決されることを確認した」と表明。
なお、慰安婦像の撤去に関して韓国外務省が「政府がどうこうできる事案ではない」などと述べている点について、官房長官の菅は「（合意の）内容につきるものであって、それ以上でもそれ以下でもない」とした上で適切に解決に向けて努力をされるのだろうとの認識を示した。安倍は慰安婦像についてNHKの番組で「韓国側が適切に解決するよう努力する内容になっており、適切に対応すると確信している」と指摘。1月12日の衆院予算委員会では「移転されると理解している」と述べた。黒田勝弘は、この問題について国家として法治を否定しているとし、「無許可のテント村」や「無許可の路上商売」が蔓延する社会であることや「反日無罪」の感覚などが背景にあると指摘した。
2016年7月、日本政府は韓国政府が7月28日に設立する元慰安婦を支援する財団に、8月中にも10億円を拠出する方向で調整に入った。

#### 感染症基金への拠出
2015年11月5日、日本政府は感染症対策として世界保健機関（WHO）が新設する緊急対応基金に10億円前後の拠出金を出す方針を決めた。

#### G20首脳会議、APEC首脳会議、ASEAN関連首脳会議
2015年11月15日から22日にかけて、首相はトルコ、フィリピン、マレーシアを訪問し、G20首脳会議（アンタルヤ開催）、APEC首脳会議（マニラ開催）、ASEAN関連首脳会議（クアラルンプール開催）に出席するほか、各国首脳と個別に会談する。
2016年2月27日、上海で開かれたG20の財務相・中央銀行総裁会議で「世界経済の下方リスクと脆弱性が高まっている」との危機感を共有する声明が採択された。

#### COP21、途上国への約1兆3千億円の支援
2015年11月30日から首相はフランスのパリで開催される国連気候変動枠組み条約第21回締約国会議（COP21）に出席。日本は途上国に対して2020年に官民合わせて約1兆3千億円となる気候変動対策支援を実施することを表明した。

#### インド新幹線の受注
2015年12月12日、日本とインドは首脳会談で高速鉄道案件において日本の新幹線方式を採用することで合意した。また、28日には米国テキサス州で新幹線技術の導入も決まった。

#### 中国による邦人女性拘束問題
2015年12月25日、6月に上海で拘束されていた日本人女性が中国当局に逮捕されたことが分かった。スパイ容疑での逮捕者は男女合わせて4人とみられ、中国当局からの通知に対して官房長官の菅は「そんな活動は行っていない」と否定した。

#### 日本人フリージャーナリストの人質事件
2015年6月に行方不明になったフリージャーナリストの安田純平が、ヌスラ戦線に拘束されているとみられることが分かった。外務大臣の岸田文雄は「安田さん本人だと思われる」と語った。5月30日、安田の母親は「（安田の）奥さんが窓口になっているので、自分がコメントをする立場にない」とした上で「今はただ、無事に帰ってくるのを祈って待つことしかできない」と語った。

#### 核安全保障サミット
2016年3月30日、核安全保障サミットに出席するためにワシントンD.C.へ出発。インド首相のナレンドラ・モディ、カナダ首相のジャスティン・トルドー、アルゼンチン大統領のマウリシオ・マクリらとの会談や日米韓3カ国首脳会談がセットされた。
インドとの首脳会談では中国の海洋進出について「国際法に従った対応が必要」との認識で一致。ヨルダンとの首脳会談ではテロへの対策や隣接するシリアの難民流入問題などで協力することを確認した。日米韓首脳会談では、北朝鮮に対して結束して対応していくことで一致した。

#### G7外相会合
4月10日、G7外相会合が開幕し、外務大臣の岸田文雄は「この会合ではテロ対策、難民問題、海洋安全保障、軍縮・不拡散など国際社会の抱える多くの喫緊の課題についてしっかり議論したい」と表明した。11日にはアメリカ、イギリス、フランスの外務大臣が核保有国として初めて広島平和記念資料館での献花を行い、「核兵器のない世界」の実現をアピールする特別文書「広島宣言」を発表した。

#### 豪潜水艦受注の失敗
2016年4月27日、オーストラリアが次期潜水艦12隻の共同開発先としてフランス企業を選定し、日本は受注に失敗した。これについては、背景に中国の圧力があったのではないかとの指摘があがった。

#### 日中外相会談
4月30日、2011年11月以来となる日中外相会談が開かれた。中国側は「この間、中日関係は、困難な状況が続いたが、その原因は日本側にあることをよく分かっているだろう」などと語った上で、『中国脅威論』や『中国経済崩壊論』などを二度と吹聴しないことを要求するなどの「4点の希望と要求」を出した。中国では政府関係者が資本流出や不良債権などの問題を指摘するエコノミストやアナリスト、記者らに対してもっと前向きな見方をすべきだと威圧するなど、中国経済への評価などに対する強迫観念に歯止めが掛からなくなっているとされる。

#### 欧州歴訪
熊本地震を受け、日本出発を当初予定していた4月29日から5月1日に遅らせる形で欧州歴訪の日程が組まれた。訪問国はイタリア、フランス、ベルギー、ドイツ、英国、ロシアで、英国滞在中にはエリザベス女王を表敬することになった。また4月28日には首相が元衆議院議員の鈴木宗男と会談を行い、鈴木の「今年は日ソ共同宣言から60年の歴史的な年。元島民の思いをくんでいただきたい」との問いかけに対し、首相は「歴史をつくるべく頑張りたい」と語った。

### 安全保障

#### 東シナ海

##### ロシアと中国の艦隊の接続水域への接近
6月9日、中国とロシアの艦艇が、尖閣諸島周辺の日本の領海のすぐ外側にある接続水域に初めて入ったことが明らかになった。防衛大臣の中谷元は「中国の艦艇がロシアの艦艇の動きに対応した可能性がある」とし、伊勢志摩サミットやアジア安全保障会議などで南シナ海問題への懸念が高まった事から、東シナ海においても独自の主張の誇示を狙った可能性を指摘した。

#### 南シナ海

##### 警戒監視活動への参加
2015年11月5日、官房長官は記者会見で南シナ海での将来的な警戒監視活動への参加の可能性を示唆し、一方で「今、米海軍が行っている作戦に自衛隊が参加する予定はない」と述べた。

##### 自衛隊の南シナ海派遣検討
2015年11月19日、日米首脳会談が開催され、首相は「南シナ海での自衛隊活動は、情勢が日本の安全保障に与える影響を注視しつつ検討する」と述べた。

##### 中国による西沙諸島へのミサイル配備
2月16日、FOXニュースは南シナ海の西沙諸島に中国が地対空ミサイルを配備したと報じた。また23日に米国国防当局者は、中国が西沙諸島のウッディ島に戦闘機を配備したことを明らかにした。官房長官の菅義偉は「南シナ海における、急速な埋め立てや軍事目的の利用など一方的に現状を変更し、緊張を高める行為は、国際社会共通の懸念であり、断じて認められない」と批判した。

##### 南シナ海仲裁裁判
7月12日、中国の南シナ海における主権の主張は国連海洋法条約に違反するなどとしてフィリピンが提訴した仲裁裁判で、ハーグの仲裁裁判所は南シナ海をほぼ囲い込む境界線「九段線」について「歴史的な権利を主張する法的根拠はない」とする判決を示した。外務大臣の岸田は「仲裁判断は最終的で、紛争当事国を法的に拘束する。今後、南シナ海における紛争の平和的解決につながることを強く期待する」と述べた。一方、中国外相の王毅は「九段線内の中国の領土主権と海洋権益は長い歴史の過程で形成された客観的事実であり、損なおうとするたくらみは徒労に終わる」と批判した。14日、首相の安倍は「南シナ海については、仲裁裁判の結果を受けて、『法の支配』のもと、平和的に解決していくことの重要性について訴えたいと思います」と語った。15日、安倍は中国首相の李克強と40分に及ぶ会談を行った。24日のASEAN外相会議では、仲裁判決について共同声明の中に「歓迎」するなどの表現を求めるベトナム、フィリピンと、反対するカンボジア、ラオスの間の対立が表面化した。

#### 北朝鮮の核実験
2016年1月6日、北朝鮮の朝鮮中央テレビが臨時ニュースで水爆の実験を伝え「完全に成功した」と発表。首相の安倍は「これまでの国連安保理決議に明白に違反し、国際的な核不拡散の取り組みに対する重大な挑戦だ。今後、わが国としては、安保理非常任理事国として、国連安保理における対応を含めて、アメリカ、韓国、中国、ロシアと連携しながら、断固たる対応をとっていく」と述べ、米国大統領のバラク・オバマや韓国大統領の朴槿恵との電話会談も行なった。また、北朝鮮への制裁については「核実験への『行動対行動』の原則」の下に、制裁を強化する考えを示した。2月7日、北朝鮮は地球観測衛星と主張する「光明星4号」の打ち上げに成功。これらを受けて、10日に日本政府は独自制裁を発表した。安全保障理事会による制裁決議の採択は3月2日で、「過去20年間で最も強力な安保理制裁」との声がある一方で、日本製民生品の軍事転用や中東・アフリカへの武器輸出の実態などで「現在の制裁の効果に深刻な疑問が生じている」との指摘もあがっている。安保理が対北朝鮮制裁を大幅に拡大する決議を全会一致で採択した数時間後、北朝鮮は東海岸から短距離型の飛翔体数発を発射した。また、北朝鮮第1書記の金正恩は、軍の態勢を「先制攻撃型」に転換し、「核兵器発射準備」を軍に指示した。
3月18日、北朝鮮が日本海に向けて中距離弾道ミサイルのノドンを発射した。4月1日にもミサイルを3発発射し、そのうち2発は失敗したとみられている。6月22日には、新型の中距離弾道ミサイル「ムスダン」を2発発射し2発目を成功させた。7月19日にも、三発の弾道ミサイルを日本海に向けて発射した。

#### パリ同時多発テロ事件への対応
2015年11月13日、パリ中心部の劇場やレストラン、近郊のスタジアムなどで爆発、銃撃が相次ぎ120人超が死亡。イスラム国の犯行とみられ、15日から始まったG20でもテロ対策一色となった。また、フランス大統領のフランソワ・オランドとロシア大統領のウラジーミル・プーチンがイスラム国への軍事作戦で連携を強化し、米国もロシアの空爆について事前通知を理由に評価した。首相の安倍はG20において「各国の水際対策強化などを支援し、テロの未然防止、根絶のため積極的に取り組む」と表明。それに先立つイギリス首相のデーヴィッド・キャメロンとの会談でもテロ対策での連携を確認した。

##### ベルギー同時テロ
2016年3月22日、ブリュッセルの地下鉄駅で自爆テロが発生し、30名以上が死亡した。首相の安倍は「強い憤りと衝撃を受けている」などとする声明を発表した。

##### 米国銃乱射事件
6月12日、フロリダ州オーランドのナイトクラブで銃乱射事件が発生し、49名が死亡した。犯人はイスラム過激派組織「イスラム国」への忠誠を宣言しており、米国大統領のバラク・オバマは、「米国史上で最悪の銃撃事件となった」との声明を発表した。首相の安倍は13日に「米国民に強い連帯の意を表する。卑劣なテロは断じて許せない。強く非難する」との声明を発表した。

##### アタチュルク国際空港での銃乱射事件
6月28日、イスタンブールのアタチュルク国際空港で、男らが銃を乱射し自爆し44人が死亡した。犠牲者の大半はトルコ人で、トルコ大統領のレジェップ・タイイップ・エルドアンは、「世界に、とりわけ西側諸国に対し、テロへの断固とした態度を取るよう求める」と述べた。トルコ側は、イスラム国とのつながりについて捜査しており、容疑者の使った爆発物は工場で製造された軍事用の火薬が使用されたことを明らかにした。

##### フランスニースでのトラック突入
7月14日、フランス南部の観光地ニースで大型トラックが人混みに突っ込み84人の死者が出た。ニースで群衆に突っ込んだトラックの車内からは31歳のフランス系チュニジア人の身分証明書が見つかっている。官房長官の菅は15日の会見で「本件がテロであるならば決して許されず、断固として非難する」「フランスの皆さんに強い連帯を表したい」と述べた。

#### ダッカにおけるレストラン襲撃事件
7月1日、バングラデシュのダッカにおいて、レストラン襲撃事件が発生。日本人一人がバングラデシュ軍に救出されたものの、軍突入の前に外国人20人が殺害されていたことが明らかになった。外国人の大半はイタリア人と日本人で、首相の安倍は7人の日本人が安否不明であることについて「確認に全力を尽くしているが大変厳しい」「バングラデシュの発展のために尽力した皆さんであり、痛恨の極みだ」と語った。バングラデシュ軍は、外国人20人が殺害され、ほとんどの犠牲者が首を切られたと発表した。日本人7人、イタリア人9人などの死亡が確認され、イスラム国が「イスラム教徒を空爆で殺害する限り、攻撃から逃れられないことを教えた」などとする犯行声明を出した。

#### イランと中東諸国の断交
2016年1月3日、スンニ派の大国であるサウジアラビアがシーア派の大国イランと国交を断絶したのを皮切りに、4日にはスーダン、バーレーンなどのスンニ派の国が相次いでイランと断交した。サウジアラビアとイランの対立が続いた場合、ホルムズ海峡で紛争が発生し原油の輸入に大きな影響が出る可能性がある。官房長官の菅は「我が国の原油の多くがこの地域に依存しており、中東の安定を最も注視している。」と語り、外交ルートを通じて両国や周辺国に自制を呼びかける考えも示した。

#### トルコにおけるクーデター発生
7月15日、トルコで軍の一部の勢力がクーデターをはかり、「国の全権を掌握した」と主張した一方、トルコ大統領のレジェップ・タイイップ・エルドアンは国民に対し、この動きに対する抗議行動を呼びかけ混乱が広がった。首相の安倍は「事態を憂慮している。菅義偉官房長官に対し、関係国と連携して情報収集するよう、在留邦人の安全を確保するよう指示を出した」と述べた。米国大統領のバラク・オバマは米国国務長官のジョン・ケリーと電話協議し、トルコのすべての政党が民主的に選ばれたトルコ政府を支持するべきだとの意見で一致した。16日、エルドアンは「クーデターを鎮圧した」と宣言し、反乱に関与した疑いで兵士ら2800人以上が拘束された。17日、トルコはクーデターを首謀したのが米国亡命中のイスラム教指導者ギュレン師だとして、米国に引き渡しを求めた。

### 政治資金問題

#### 甘利大臣金銭授受報道
1月21日の週刊文春において経済財政担当大臣の甘利明に対する金銭授受報道があった。報道によると千葉県の建設業者が口利きの見返りとして2013年11月に大臣室で50万円、14年2月にも甘利事務所で50万円を渡したとした。また、2013年8月には事務所長に500万円を持参し、300万円は収支報告書に未記載だとした。
1月28日、甘利は会見で「国民に恥ずかしい事実判明した」などと語り大臣辞任を表明した。現金を渡したとみられる人物は右翼団体に数年前まで所属しており、この右翼団体は建設会社から千葉県やURに補償金を求める交渉の相談に乗っていて、3年前からはこの人物が右翼団体に代わってURなどとの交渉にあたっていた。経済再生相の後任は石原伸晃。
ジャーナリストの鈴木哲夫は2016年2月19日の週刊金曜日の記事で、「甘利と任命権者の安倍首相はとっくに辞任を前提にして、あとは"いかに傷を最小限に抑えるか。そのためにはどんな辞任劇に仕立て上げればいいか"を演出し、コミュニケーション戦略を仕掛けていた」と辞任劇の真相を述べた。

#### 民進党の山尾政調会長のプリペイドカード問題
3月31日発売の週刊新潮で、民進党政調会長の山尾志桜里の2012年の収支報告書に記載されたガソリン代が総額230万円にのぼることが明らかになった。2012年3月16日に1日に5回、10万円分のガソリン代を払うなど3月だけで36万円のガソリン代を支出していた。
4月4日、民進党側はこの問題について週末までに会見を行うと発表した。6日に山尾の会見が行われ、プリペイドカードは購入していないとし、事務所の秘書が捨てられていたレシートを利用してこのガソリン代を請求していた可能性を指摘した。

##### 脱税疑惑
4月14日発売の週刊新潮は、2014年11月21日に「公認料500万円」を受け取り、12月1日には総支部に「寄附金」として500万円を計上。さらに、同日に総支部から山尾に「選挙費用」として500万円が移動し、一連の操作で所得税170万円を浮かせたのではないかと指摘した。

##### 花代支出についての発言への注意
5月13日、公職選挙法に抵触する可能性がある選挙区内の有権者への花代などの支出に関し「『政党支部が支出することは禁止されていない』が党の統一見解だ」と主張し、民進党代表の岡田克也は党の見解とは言えないと注意した。

### 国会運営

#### 臨時国会召集問題
2015年10月21日、民主党、維新の党、日本共産党、社会民主党、生活の党など野党5党は、TPPが大筋合意に至った経緯の説明、また内閣改造で新たに起用された閣僚の所信表明と質疑が必要として、憲法53条に基づく臨時国会の召集要求書を衆参両院の議長を通じて政府に提出した。
憲法53条は「内閣は、国会の臨時会の召集を決定することができる。いづれかの議院の総議員の四分の一以上の要求があれば、内閣は、その召集を決定しなければならない。」と規定する。
政府・与党は首相の外交日程から召集を見送る方針で、衆参両院での予算委員会などの閉会中審査での開催を検討。
臨時国会の年内召集を見送りによって、国会同意人事の手続をとることができないため、会計検査院検査官、公正取引委員会委員、個人情報保護委員会委員、地方財政審議会委員に欠員を生じるが、業務上の混乱はないとしている。
2015年11月10日と11日の両日に衆議院予算委員会と参議院予算委員会の閉会中審査が開かれた。
11月18日、国会内で与野党の幹事長・書記局長会談が開かれ、自民党幹事長の谷垣禎一は首相の外交日程などを理由に召集見送りを表明し、通常国会を2016年1月4日に召集する方針を伝えたが、野党側は「（臨時国会を）越年してでも開くべきで、それが憲法上の要請だ」などと反発。翌11月19日、民主、共産、維新、社民、生活の野党5党の幹事長は東京・有楽町で街頭演説し、臨時国会召集に応じようとしない政府・与党の対応を「憲法違反だ」と批判した。